# Serrapinnus heterodon
Serrapinnus heterodon é um peixe actinopterígio da família Characidae. É uma espécie endêmica da bacia do rio São Francisco, chamado genericamente de piabinha. Na bacia do Alto Paraná é chamado de lambari-prata.
É um peixe de alimentação onívora, variando de algas a insetos e crustáceos e formas larvais de insectos. Machos e fêmeas têm o mesmo tamanho, variando nestas últimas para mais, medindo entre 32 a 49 mm. A reprodução se dá durante o período de chuvas. Prefere como habitat ambientes de águas paradas, usando as plantas aquáticas como proteção, e lugar de reprodução e alimentação.